# Social isolering
Social isolering, även kallat objektiv ensamhet, innebär att en person saknar andra människor att interagera med regelbundet. Social isolering särskiljs från ensamhet som istället är en känsla som kan uppstå även om andra människor finns i närheten. Till skillnad från den subjektiva ensamheten, som är hälsoskadlig, behöver inte social isolering vara negativ. Detta eftersom den kan vara självvald.
Enligt Statistiska centralbyrån (SCB) räknas man i den svenska statistiken som socialt isolerad om man bor ensam och inte träffar anhöriga, vänner eller bekanta oftare än ett par gånger i månaden. Social isolering är således ett mätbart begrepp. Enligt myndighetens statistik räknades fyra procent av befolkningen äldre än 16 år som socialt isolerade 2016–2017 (avser Sverige).